# 仰天・平成元年の空手チョップ
『仰天・平成元年の空手チョップ』（ぎょうてん へいせいがんねんのからてチョップ）は、夢枕獏によるSF長編小説。1989年から1993年まで集英社「青春と読書」に連載され、1993年3月に単行本、1996年10月に文庫本が発売された。
文庫本の解説は谷川貞治が書いている。

## あらすじ
1963年（昭和38年）に殺されたはずの力道山が実は一命を取り止めており、長年の冷凍睡眠から目覚めた。1990年（平成2年）8月13日、東京ドームで前田日明と一夜限りの復帰戦を行い、前座としてセミファイナルに猪木対馬場戦を強要するのだった。

## 登場人物
- 力道山
- 前田日明
- ジャイアント馬場
- アントニオ猪木
- 大仁田厚
- タイガーマスク(初代)
- 天龍源一郎
- 長州力
- ジャンボ鶴田
- 藤波辰爾
- ルー・テーズ
- カール・ゴッチ
- 吉村道明（名前だけ登場）
- ラッシャー木村
- 木村政彦
- 門茂男